# 怀州 (辽朝)
怀州，中国辽朝时设置的州。
辽太宗天显年间，辽国设置怀州，奉陵军节度使。辽太宗安葬在怀州，他的陵墓叫怀陵。下辖扶余县（治所，今内蒙古巴林右旗西北50里）、显理县。迁移渤海国扶餘府、定理府的遗民建立怀州。金太祖天辅四年（1120年）金国攻克，金熙宗皇统三年（1143年）废除怀州，地入临潢府。